# Bygel
Bygel är en i järn, läder eller annat material utförd ring; rund, elliptisk eller i annan form som tjänar till stöd fäste eller skydd för något.
Exempel på byglar är stigbygel, låsbygel, värjbygel med flera. Elektronikkomponenten behandlas under bygling.
Ordet bygel används också som en särfinlandssvensk benämning för klädhängare.